# باتريك بروني
باتريك بروني (بالفرنسية: Patrick Brunie)‏ هو مخرج فرنسي ولد عام 1947 في باريس. اشتهر بشكل خاص بفضل فيلمه الوثائقي La Ville à prendre (المدينة التي ينبغي قصدها) الذي صدر عام 1979.

## سيرة شخصية
ولد باتريك بروني عام 1947 في باريس.
تخرج من المعهد الموسيقي للسينما الفرنسية (CICF)، قسم الإخراج والمونتاج. منذ عام 1971، كان مساعد أول مخرج (للأفلام الطويلة).
لعب عام 1974 دور « Corset » في عدة حلقات من La Cloche tibétaine (الناقوس التبتي)، وشغل بعدها مساعد أول مخرج في المسلسل القصيرLe Mutant (المتحول) عام 1978. ثم بدأ حياته المهنية كمخرج للفيلم الوثائقي La Ville à prendre (المدينة التي ينبغي قصدها) في عام 1979.
فيلمه الطويل الثاني Xueiv تم إنتاجه في عام 1982 بناءً على نهج جمعية Vieillir autrement (الشيخوخة بشكل مختلف)، التي تقوم بالتعبئة العامة في شمال فرنسا وبا دو كاليه «يدعون الآلاف من الأشخاص وعمال المناجم والمزارعين والنقابيين والمتقاعدين وطلاب المدارس الثانوية للتفكير في الشيخوخة... وفي الحياة نفسها».
شرع باتريك بروني منذ عام 1991 في مشروع فيلم جديد بعنوان La Bataille Navale (المعركة البحرية). تم تصوره على أساس نص للكاتب برنارد نويل، وقد كان من المقرر تصويره في اليمن والذي بدا من المرجح أن يحصل على موافقة السلطات المحلية، بيد أن هذا المشروع لم يكتب له النجاح في نهاية المطاف بسبب وجود مشهد حب متوقع في الفيلم. لقد أصر باتريك بروني على أن يتم تصوير الفيلم في اليمن، وقد أدى عدم التوصل إلى اتفاق إلى انسحاب المنتج والرعاة المتوقعين.
إن باتريك بروني هو أيضًا مؤسس مجموعة الفنانين Les Gardiens du pont (حراس الجسر). وقد نجحت هذه المجموعة، التي يرأسها المنتج السينمائي آلان ديبارديو ، شقيق الممثل، منذ عام 1999 في تحويل دعامة جسر ألكسندر الثالث ، على الضفة اليسرى، إلى «مكان غير عادي للمعارض والأمسيات المشهورة لدى المبدعين الشباب ومترو أنفاق باريس»، بحسب تقييم صحيفة لو بارزيان. وقد أنهت المجموعة أنشطتها في 8 مارس 2012.

## السيرة فيلمية

### أفلام قصيرة
- 1974 : La Trève
- 1976 : La Vie sourde
- 1981 : Conservez votre billet jusqu'à la sortie[7]
- 1981 : Fifres et tambours
- 1981 : Un dimanche à Herzeele
- 1987 : L'outrage aux mots [8]
- 1993 : Fuis la nuit[9]
- 2008 : Malam, l'œuvre insoumise

### الأفلام الطويلة
- 1979 : La Ville à prendre[10]
- 1982 : Xueiv
- 2013 : Le Bucintoro du troisième millénaire[11]
- 2015 : Le Bucintoro des Républiques[12]

## تنسيقات المَشاهد (Mise en scène)
- 1986 : l'Inhumaine
- 1990 : Le Château de Cène

## الأعمال الأدبية
- La Bataille Navale[13]
- La ville à prendre[13]
- Sisyphe n'est pas mort[13]

## روابط خارجية
- الموارد السمعية والبصرية:
  - Allociné
  - IMDb
  - Unifrance